# Карсдорф
Карсдорф (нем. Karsdorf) — община в Германии, в земле Саксония-Анхальт.
Входит в состав района Бургенланд. Подчиняется управлению Унструтталь. Население составляет 2045 человек (на 31 декабря 2010 года). Занимает площадь 19,84 км².
Коммуна подразделяется на 3 сельских округа.
Житель раннего неолита (7200 — 7000 л. н.) из Карсдорфа был носителем Y-хромосомной гаплогруппы T1a (M70) и митохондриальной гаплогруппы H1.